# 脳アミロイドアンギオパチー
脳アミロイドアンギオパチー（英: cerebral amyloid angiopathy、略称: CAA）は血管障害（アンギオパチー）の1種であり、中枢神経系と髄膜の小～中サイズの血管の血管壁にアミロイドβペプチドが蓄積する。この疾患に対してコンゴーレッド親和性（congophilic）という語が用いられることがあるが、それはコンゴーレッド染色後の脳組織の顕微鏡観察によって異常なアミロイド凝集体が明らかとなるためである。アミロイド状物質は脳のみに存在し、そのため他の形態のアミロイドーシスとの関連はない。

## 徴候と症状
CAAはアルツハイマー型認知症に関係しているものと同じアミロイドタンパク質によって引き起こされるため、アルツハイマー病と診断された人に脳出血は多く見られる。しかし、認知症の病歴のない人でもCAAを発症することがある。通常、脳内の出血は特定の脳葉に限定されており、この点で出血性脳卒中の一般的な要因である高血圧による脳出血とは少し異なる。

## 原因

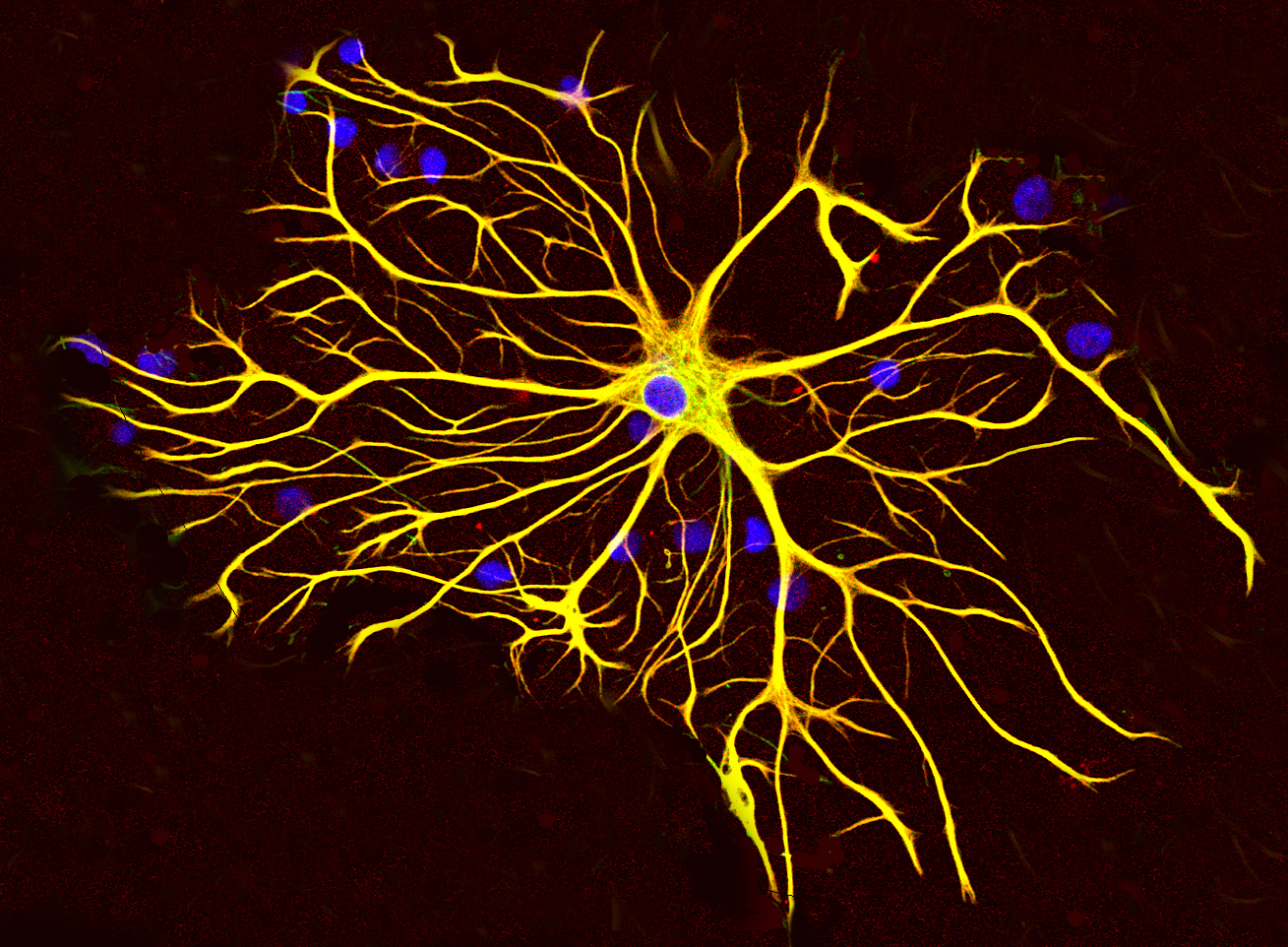
アストロサイト

CAAは孤発性のもの（高齢者で一般的）と家族性のもの（Flemish型、Iowa型、Dutch型など）がある。すべてのケースで、軟髄膜と大脳の血管壁へのAβの蓄積によって定義される。Flemish型のCAAでは、中心に核を持った大きなdense-core plaqueが観察される。
孤発性CAAでAβの蓄積が増加する理由はいまだ不明であるが、ペプチドの産生の増加とクリアランスの異常が原因として提唱されている。正常な生理条件下では、Aβは4つの経路で脳から除去される。(1) アストロサイトとミクログリア細胞によるエンドサイトーシス、(2) ネプリライシンやインスリン分解酵素による酵素的分解、(3) 血液脳関門を介した除去、(4) 血管周囲腔に沿った排出、である。これらの除去経路それぞれの異常がCAAと関連付けられている。
家族性CAAにおけるAβの蓄積は、除去過程に問題があるためではなく産生の増加によるものである可能性が高い。アミロイド前駆体タンパク質（APP）やプレセニリンの遺伝子の変異は、APPのAβへの切断を増加させる。免疫が関与する機構も提唱されている。
脳アミロイドアンギオパチーと過剰量のアルミニウム摂取との関連性を確かめる研究が現在行われている。

## 診断

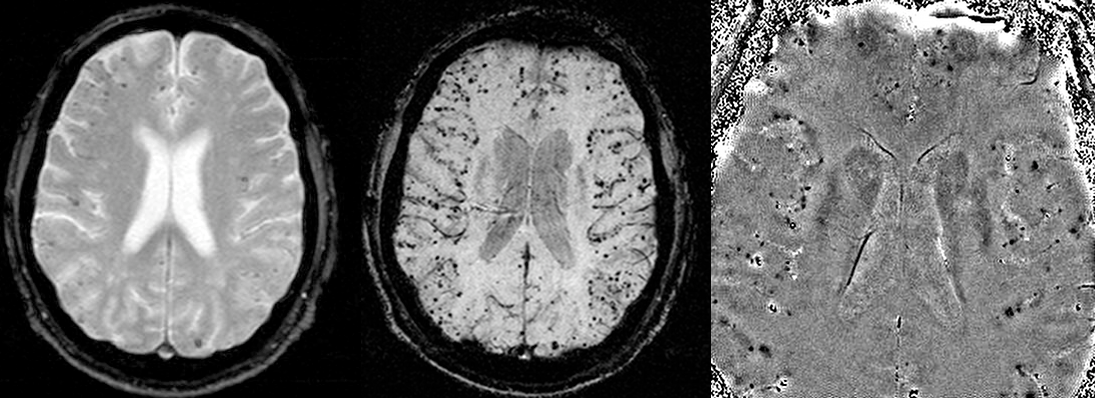
脳アミロイドアンギオパチーの低シグナル病巣を示したMRI画像。従来のグラディエントエコーT2*強調画像（左、TE=20ms）、磁化率強調画像（SWI）とSWI位相画像（中央と右、TE=40ms）、1.5T。

CAAは死後の剖検によってのみ確定診断が行われる。高可能性症例の診断には生検が行われることもある。生検に適した組織が存在しない場合、MRIまたはCTスキャンのデータからBoston Criteriaを利用して高可能性症例の診断が行われる。Boston Criteriaによって高可能性と分類されるためには、複数の脳葉出血または皮質下出血が必要である。磁化率強調画像がCAAに関連した微小出血を同定するツールとして提唱されている。

### タイプ
CAAは通常アミロイドβと関係しているが、他のタイプも存在する。
- Icelandic型はシスタチンCと関係している[23]。
- British型はITM2B（英語版）と関係している[24]。

## 疾患管理
脳アミロイドアンギオパチーは現在のところ治癒をもたらすための治療法が存在しないため、対症療法が行われる。理学療法、作業療法、言語療法がこの疾患の管理に有用である可能性がある。

## 関連文献
- Chao, Christine P.; Kotsenas, Amy L.; Broderick, Daniel F. (September 1, 2006). “Cerebral Amyloid Angiopathy: CT and MR Imaging Findings”. RadioGraphics 26 (5):  1517–1531. doi:10.1148/rg.265055090. ISSN 0271-5333. PMID 16973779.